# (2415) Ganesa
(2415) Ganesa (1978 UJ) – planetoida z pasa głównego asteroid okrążająca Słońce w ciągu 4,34 lat w średniej odległości 2,66 au. Odkryta 28 października 1978 roku.